# ADAC TCR Germany 2022
Die 7. ADAC TCR Germany 2022 wird vom 22. April bis zum 23. Oktober 2022 im Rahmen von sieben Rennläufen ausgetragen, zweimal in Österreich und fünfmal in Deutschland. Gefahren wird mit einem Fahrzeug nach dem international einheitlichen TCR-Reglement. Angetrieben werden die Tourenwagen von Vierzylinder Turbomotoren mit rund 350 PS.

## Änderungen 2022

### Strecken
Der Rennkalender umfasst sieben Rennwochenenden. Neu in den Rennkalender aufgenommen wurde der Salzburgring (Österreich). Das zweite Rennwochenende auf dem Hockenheimring wurde gestrichen, die anderen Rennstrecken Motorsport Arena Oschersleben (Deutschland), Red Bull Ring (Österreich), Nürburgring (Deutschland), Lausitzring (Deutschland), Sachsenring und Hockenheimring sind erhalten geblieben.

### Reifen
Ab der Saison 2022 löst der neue Reifenpartner Hankook mit High End Reifen Ventus Race den Reifenpartner Yokohama ab. Hankook war schon einmal zwischen der Saison 2016 und 2018 Reifenpartner der ADAC TCR Germany.

### Kraftstoff
In der Saison 2022 kommt der umweltschonende Shell-Kraftstoff Blue Gasoline 98 GT Masters zum Einsatz. Der Kraftstoff besteht aus rund 50 Prozent nachhaltigen Kompetenten und ist eine innovative Weiterentwicklung des im ergangenen Jahr 2021 im deutschen Markt eingeführten Blue Gasoline 95.

### Teams & Fahrzeuge
Die Saison 2022 besteht aus acht Teams, davon sind K-Ro Racing, NS Competition, Maurer motorsport GmbH und Gruhn Stahlbau Racing neu als Team in die Saison eingestiegen. Das Liqui Moly Team Engstler wechselt ihr Rennfahrzeug vor der Saison von Hyundai zu Honda.

### TV
Die Highlights des Rennens werden seit der Saison 2021 vom Fernsehsender RTL Deutschland gezeigt und die Rennen online im Stream übertragen. Erstmal werden alle Rennen im Jahr 2022 im Internet auf sport.de live und kostenlos übertragen und stehen im Anschluss auch auf Abruf zur Verfügung.

## Teilnehmer
| Team                             | Fahrzeug                   | Nr. |     | Fahrer              | Rennwochenende | Bild |
| -------------------------------- | -------------------------- | --- | --- | ------------------- | -------------- | --- |
| Liqui Moly Team Engstler         | Honda Civic FK7 TCR        | 09  | T   | Roland Hertner      | 1–6            | #9 Roland Hertner |
| Liqui Moly Team Engstler         | Honda Civic FK7 TCR        | 19  |     | Martin Andersen     | 1–6            | #19 Martin Andersen |
| Liqui Moly Team Engstler         | Honda Civic FK7 TCR        | 21  | J   | Szymon Ładniak      | 1–6            | #21 Szymon Ładniak |
| Maurer motorsport GmbH           | Holden Astra TCR           | 11  | T   | Vincent Radermecker | 1–5            | #11 Vincent Radermecker |
| Maurer motorsport GmbH           | Holden Astra TCR           | 14  | G   | Niels Langeveld     | 6              | Bild gesucht Die Wikipedia wünscht sich an dieser Stelle ein Bild. Weitere Infos zum Motiv findest du vielleicht auf der Diskussionsseite . Falls du dabei helfen möchtest, erklärt die Anleitung , wie das geht. |
| Maurer motorsport GmbH           | Holden Astra TCR           | 17  |     | Michael Maurer      | 1–6            | #17 Michael Maurer |
| Gruhn Stahlbau Racing            | Holden Astra TCR           | 13  | J   | Max Gruhn           | 1–6            | #13 Max Gruhn |
| ROJA Motorsport by ASL Lichtblau | Hyundai i30 N TCR          | 22  |     | Robin Jahr          | 1–6            | #22 Robin Jahr |
| ROJA Motorsport by ASL Lichtblau | Hyundai i30 N TCR          | 44  | J G | Tim Rölleke         | 6              | Bild gesucht Die Wikipedia wünscht sich an dieser Stelle ein Bild. Weitere Infos zum Motiv findest du vielleicht auf der Diskussionsseite . Falls du dabei helfen möchtest, erklärt die Anleitung , wie das geht. |
| ROJA Motorsport by ASL Lichtblau | Hyundai Veloster N TCR     | 18  | T G | Kai Jordan          | 6              | Bild gesucht Die Wikipedia wünscht sich an dieser Stelle ein Bild. Weitere Infos zum Motiv findest du vielleicht auf der Diskussionsseite . Falls du dabei helfen möchtest, erklärt die Anleitung , wie das geht. |
| ROJA Motorsport by ASL Lichtblau | Hyundai Veloster N TCR     | 23  |     | Jessica Bäckman     | 1–5            | #26 Jessica Bäckman |
| ROJA Motorsport by ASL Lichtblau | Hyundai Veloster N TCR     | 88  | J   | René Kircher        | 1–6            | Bild gesucht Die Wikipedia wünscht sich an dieser Stelle ein Bild. Weitere Infos zum Motiv findest du vielleicht auf der Diskussionsseite . Falls du dabei helfen möchtest, erklärt die Anleitung , wie das geht. |
| NordPass                         | Hyundai i30 N TCR          | 27  |     | Jonas Karklys       | 1–6            | #27 Jonas Karklys |
| Patrick Sing                     | Hyundai i30 N TCR          | 34  |     | Patrick Sing        | 1–6            | #34 Patrick Sing |
| K-Ro Racing                      | Audi RS3 LMS TCR           | 38  |     | Kai Rosowski        | 1–4, 6         | #38 Kai Rosowski |
| NS Competition                   | Cupra Leon Competición TCR | 47  |     | Dorian Guldenfels   | 1              | Bild gesucht Die Wikipedia wünscht sich an dieser Stelle ein Bild. Weitere Infos zum Motiv findest du vielleicht auf der Diskussionsseite . Falls du dabei helfen möchtest, erklärt die Anleitung , wie das geht. |
| Albert Legutko                   | Honda Civic FK2 TCR        | 77  | J G | Albert Legutko      | 1              | Bild gesucht Die Wikipedia wünscht sich an dieser Stelle ein Bild. Weitere Infos zum Motiv findest du vielleicht auf der Diskussionsseite . Falls du dabei helfen möchtest, erklärt die Anleitung , wie das geht. |
| Elite Motorsport                 | Audi RS 3 LMS TCR          | 46  | J G | Marco Butti         | 4              | Bild gesucht Die Wikipedia wünscht sich an dieser Stelle ein Bild. Weitere Infos zum Motiv findest du vielleicht auf der Diskussionsseite . Falls du dabei helfen möchtest, erklärt die Anleitung , wie das geht. |
| Comtoyou Racing                  | Audi RS 3 LMS TCR          | 26  |     | Jessica Bäckman     | 6              | Bild gesucht Die Wikipedia wünscht sich an dieser Stelle ein Bild. Weitere Infos zum Motiv findest du vielleicht auf der Diskussionsseite . Falls du dabei helfen möchtest, erklärt die Anleitung , wie das geht. |

| Symbol | Fahrer-Wertung |
| ------ | -------------- |
| T      | Trophy         |
| J      | Junior         |
| G      | Gastfahrer     |

## Saisonverlauf

### ADAC GT Masters Testtage Oschersleben
Für die Saison 2022 testete der ADAC TCR Germany am 4. und 5. April 2022 im Rahmen des ADAC GT Masters Testtage Oschersleben seine Autos in der Motorsport Arena Oschersleben.
Die erste Testsession gewann Szymon Ladniak mit einer Rundenzeit von 1:31.390 Minuten vor Martin Andersen und Jonas Karklys.
Die zweite Testsession gewann Martin Andersen mit einer Zeit von 1:50.294 Minuten vor Jonas Karklys und Martin Andersen. Jonas Karklys gewann die dritte Testsession mit einer Zeit von 1:46.968 Minuten vor Jessica Bäckman und Martin Andersen. Den vierten und letzte Testsession gewann Jessica Bäckman mit einer Zeit von 1:46.352 Minuten vor Jonas Karklys und Martin Andersen.

### Oschersleben
Die ADAC TCR Germany war zusammen mit der ADAC GT4 Germany und der Tourenwagen Legenden im Rahmen des ADAC GT Masters auf der 3,696 km langen Motorsport Arena Oschersleben zusehen. 
Das erste freie Training am Freitagmittag konnte Martin Andersen mit einer Zeit von 1:31.512 Minuten vor Jessica Bäckman und René Kircher für sich entscheiden. Auch das zweite freie Training am Nachmittag dominierte Martin Andersen mit einer Zeit von 1:31.916 Minuten vor Jessica Bäckman und Szymon Ladniak.
Das erste Zeittraining der Saison am frühen Samstagmorgen dominierte wie schon im ersten und zwei freien Trainings am Vortag der amtierende Vizemeister Martin Andersen mit einer Zeit von 1:30.851 Minuten vor Jessica Bäckman und Jonas Karklys. Gaststarter Albert Legutko fuhr die acht schnellste Zeit.
Das Rennen 1 begann um 14:40 Uhr und ging über 30-minütige Renndistanz plus 1 Runde. Am Start zog Jessica Bäckman an Polesetter Martin Andersen vorbei. Auch Karklys und Ladniak überholten Andersen. Um verpatzten Start wieder gutzumachen, kämpfte sich Andersen durch das Feld und war in der zehnten Rennrunde wieder auf Platz zwei vorgefahren. Anderson kam bis zur Zieldurchfahrt trotz des geringen Vorsprungs nicht an Bäckman vorbei. Auch im Mittelfeld gab ein hin und her zwischen Ladniak und Kircher als auch zwischen Jahr und Gaststarter Legutko. Das Duell zwischen René Kircher und Szymon Ladniak, entschied am Ende des Rennens Kircher für sich, landete auf Platz vier und Szymon Ladniak kam dahinter auf Platz fünf. Kurz vor Rennende musste Robin Jahr seinen Hyundai in der 17. Rennrunde aufgrund von Problemen abstellen. Das Rennen gewann Jessica Bäckman vor Martin Anderson und Jonas Karklys.
Das zweite Zeittraining am Sonntagmorgen startete kurz vor 10 Uhr, das gewann wie schon beim ersten Zeittraining Martin Andersen mit einer Zeit von 1:30.800 Minuten vor Jonas Karklys und René Kircher. Gaststarter Albert Legutko konnte sich um drei Startplätze verbessern und ging als Fünfter in die Startaufstellung. Jessica Bäckman konnte im Zeittraining aufgrund von Problemen am Hyundai keine Zeit einfahren und ging als 13 in die Startaufstellung.
Das zweite Rennen begann zehn Minuten später um 16:15 Uhr und ging ebenfalls über 30-minütige Renndistanz plus 1 Runde.

## Rennkalender
Am 7. November 2021 gab der ADAC-Motorsport den Rennkalender für die Saison 2022 bekannt. Es findet eine Veranstaltung im Rahmen des ADAC Racing Weekend und sechs im Rahmen des ADAC GT Masters statt. Vom 4. bis  6. April 2022 ab es die ADAC GT Masters Testtage in Oschersleben.
| Runde | Runde  | Rennen                                                | Platz | Fahrer          | Fahrzeug               |
| ----- | ------ | ----------------------------------------------------- | ----- | --------------- | ---------------------- |
| 1     | Lauf 1 | Oschersleben 22.–24. April 2022 (ADAC GT Masters)     | 1.    | Jessica Bäckman | Hyundai Veloster N TCR |
| 1     | Lauf 1 | Oschersleben 22.–24. April 2022 (ADAC GT Masters)     | 2.    | Martin Andersen | Honda Civic FK7 TCR    |
| 1     | Lauf 1 | Oschersleben 22.–24. April 2022 (ADAC GT Masters)     | 3.    | Jonas Karklys   | Hyundai i30 N TCR      |
| 1     | Lauf 2 | Oschersleben 22.–24. April 2022 (ADAC GT Masters)     | 1.    | Martin Andersen | Honda Civic FK7 TCR    |
| 1     | Lauf 2 | Oschersleben 22.–24. April 2022 (ADAC GT Masters)     | 2.    | Jonas Karklys   | Hyundai i30 N TCR      |
| 1     | Lauf 2 | Oschersleben 22.–24. April 2022 (ADAC GT Masters)     | 3.    | René Kircher    | Hyundai Veloster N TCR |
| 2     | Lauf 1 | Red Bull Ring 20.–22. Mai 2022 (ADAC GT Masters)      | 1.    | Jessica Bäckman | Hyundai Veloster N TCR |
| 2     | Lauf 1 | Red Bull Ring 20.–22. Mai 2022 (ADAC GT Masters)      | 2.    | Szymon Ladniak  | Honda Civic FK7 TCR    |
| 2     | Lauf 1 | Red Bull Ring 20.–22. Mai 2022 (ADAC GT Masters)      | 3.    | Martin Andersen | Honda Civic FK7 TCR    |
| 2     | Lauf 2 | Red Bull Ring 20.–22. Mai 2022 (ADAC GT Masters)      | 1.    | Jessica Bäckman | Hyundai Veloster N TCR |
| 2     | Lauf 2 | Red Bull Ring 20.–22. Mai 2022 (ADAC GT Masters)      | 2.    | Robin Jahr      | Hyundai Veloster N TCR |
| 2     | Lauf 2 | Red Bull Ring 20.–22. Mai 2022 (ADAC GT Masters)      | 3.    | Martin Andersen | Honda Civic FK7 TCR    |
| 3     | Lauf 1 | Salzburgring 17.–19. Juni 2022 (ADAC Racing Weekend)  | 1.    | Szymon Ladniak  | Honda Civic FK7 TCR    |
| 3     | Lauf 1 | Salzburgring 17.–19. Juni 2022 (ADAC Racing Weekend)  | 2.    | Martin Andersen | Honda Civic FK7 TCR    |
| 3     | Lauf 1 | Salzburgring 17.–19. Juni 2022 (ADAC Racing Weekend)  | 3.    | René Kircher    | Hyundai Veloster N TCR |
| 3     | Lauf 2 | Salzburgring 17.–19. Juni 2022 (ADAC Racing Weekend)  | 1.    | Jessica Bäckman | Hyundai Veloster N TCR |
| 3     | Lauf 2 | Salzburgring 17.–19. Juni 2022 (ADAC Racing Weekend)  | 2.    | Martin Andersen | Honda Civic FK7 TCR    |
| 3     | Lauf 2 | Salzburgring 17.–19. Juni 2022 (ADAC Racing Weekend)  | 3.    | Szymon Ladniak  | Honda Civic FK7 TCR    |
| 4     | Lauf 1 | Nürburgring 5.–7. August 2022 (ADAC GT Masters)       | 1.    | Martin Andersen | Honda Civic FK7 TCR    |
| 4     | Lauf 1 | Nürburgring 5.–7. August 2022 (ADAC GT Masters)       | 2.    | Jonas Karklys   | Hyundai i30 N TCR      |
| 4     | Lauf 1 | Nürburgring 5.–7. August 2022 (ADAC GT Masters)       | 3.    | Jessica Bäckman | Hyundai Veloster N TCR |
| 4     | Lauf 2 | Nürburgring 5.–7. August 2022 (ADAC GT Masters)       | 1.    | Martin Andersen | Honda Civic FK7 TCR    |
| 4     | Lauf 2 | Nürburgring 5.–7. August 2022 (ADAC GT Masters)       | 2.    | Jessica Bäckman | Hyundai Veloster N TCR |
| 4     | Lauf 2 | Nürburgring 5.–7. August 2022 (ADAC GT Masters)       | 3.    | René Kircher    | Hyundai Veloster N TCR |
| 5     | Lauf 1 | Lausitzring 19.–21. August 2022 (ADAC GT Masters)     | 1.    | Martin Andersen | Honda Civic FK7 TCR    |
| 5     | Lauf 1 | Lausitzring 19.–21. August 2022 (ADAC GT Masters)     | 2.    | Szymon Ladniak  | Honda Civic FK7 TCR    |
| 5     | Lauf 1 | Lausitzring 19.–21. August 2022 (ADAC GT Masters)     | 3.    | René Kircher    | Hyundai Veloster N TCR |
| 5     | Lauf 2 | Lausitzring 19.–21. August 2022 (ADAC GT Masters)     | 1.    | Martin Andersen | Honda Civic FK7 TCR    |
| 5     | Lauf 2 | Lausitzring 19.–21. August 2022 (ADAC GT Masters)     | 2.    | Szymon Ladniak  | Honda Civic FK7 TCR    |
| 5     | Lauf 2 | Lausitzring 19.–21. August 2022 (ADAC GT Masters)     | 3.    | Jonas Karklys   | Hyundai i30 N TCR      |
| 6     | Lauf 1 | Sachsenring 23.–25. September 2022 (ADAC GT Masters)  | 1.    | Martin Andersen | Honda Civic FK7 TCR    |
| 6     | Lauf 1 | Sachsenring 23.–25. September 2022 (ADAC GT Masters)  | 2.    | Niels Langeveld | Holden Astra TCR       |
| 6     | Lauf 1 | Sachsenring 23.–25. September 2022 (ADAC GT Masters)  | 3.    | Jessica Bäckman | Hyundai Veloster N TCR |
| 6     | Lauf 2 | Sachsenring 23.–25. September 2022 (ADAC GT Masters)  | 1.    | Martin Andersen | Honda Civic FK7 TCR    |
| 6     | Lauf 2 | Sachsenring 23.–25. September 2022 (ADAC GT Masters)  | 2.    | Jessica Bäckman | Hyundai Veloster N TCR |
| 6     | Lauf 2 | Sachsenring 23.–25. September 2022 (ADAC GT Masters)  | 3.    | Jonas Karklys   | Hyundai i30 N TCR      |
| 7     | Lauf 1 | Hockenheimring 21.–23. Oktober 2022 (ADAC GT Masters) | 1.    |                 |                        |
| 7     | Lauf 1 | Hockenheimring 21.–23. Oktober 2022 (ADAC GT Masters) | 2.    |                 |                        |
| 7     | Lauf 1 | Hockenheimring 21.–23. Oktober 2022 (ADAC GT Masters) | 3.    |                 |                        |
| 7     | Lauf 2 | Hockenheimring 21.–23. Oktober 2022 (ADAC GT Masters) | 1.    |                 |                        |
| 7     | Lauf 2 | Hockenheimring 21.–23. Oktober 2022 (ADAC GT Masters) | 2.    |                 |                        |
| 7     | Lauf 2 | Hockenheimring 21.–23. Oktober 2022 (ADAC GT Masters) | 3.    |                 |                        |